# Mounir Beltaifa
Mounir Beltaifa, né le 19 janvier 1964 à Kalâa Kebira, est un ingénieur civil de l'École nationale des ponts et chaussées et homme d'affaires tunisien.
Chef d'entreprise, il fonde et préside Bridgers One. Il intervient régulièrement dans les médias en tant qu'économiste. Il est par ailleurs le président de CONECT (Confédération des entreprises citoyennes pour la Tunisie) France depuis 2013. Il est également administrateur représentant les intérêts de l'État tunisien dans le conseil d'administration d'Orange Tunisie.

## Biographie

### Études
Né d'un père instituteur et d'une mère femme au foyer, Mounir Beltaifa grandit entouré d'un frère et de deux sœurs. Il passe ses années d'études primaires et secondaires en Tunisie, au sein de l'école Porte Nord puis au lycée de garçons de Sousse. En 1981, il quitte Sousse pour la France et se retrouve à Paris, où il entame une classe préparatoire au lycée Louis-le-Grand. Il est diplômé de l'École nationale des ponts et chaussées en 1988.

### Carrière
Mounir Beltaifa commence sa carrière chez CGI, une filiale d'IBM. Entre 1988 et 2000, il intègre Ernst & Young, où il est chargé du développement du conseil CRM (Customer Relationship Management) puis du e-business avec le rang de Senior Manager. Par la suite, il fonde et gère la direction de SAP en Afrique du Nord, qu'il dirige entre 2002 et 2006, avant de prendre la responsabilité du secteur financier à Paris puis de la direction commerciale de la zone MENA à partir de 2007. C'est en 2008 que Mounir Beltaifa fonde Bridgers One pour se consacrer aux stratégies de développement accéléré des PME. En 2016, l'entreprise fait un chiffre d'affaires de 68 481 euros.

### Activités associatives
Mounir Beltaifa focalise ses activités associatives autour des sujets économiques. Il fonde ainsi dès début 2011 le think tank Emergens/Rabii Tounes à Paris. En 2013, Mounir Beltaifa crée l'antenne française de CONECT, regroupant des hommes d'affaires et des entrepreneurs français et/ou tunisiens ayant des intérêts économiques entre la France et la Tunisie.
En 2019, il est élu vice-président d'Initiatives et Changement International.

### Apparitions médiatiques
- « Tunisie : L'enjeu démocratique et ses nécessaires vérités », MENA Post,  23 octobre 2014[10]
- Intervention à propos de l'indice de bonheur aux TEDx Talks[11]
- Intervention à propos de la question salariale sur Express FM[12]